# Kamtschatka (Pazifischer Ozean)
Die 758 km lange Kamtschatka (russisch Камчатка) ist der längste Fluss der gleichnamigen Halbinsel im Fernen Osten Russlands. Namensgeber war der Kosak Iwan Kamtschaty.
Sie entspringt im Süden des Sredinny-Höhenrückens und fließt von dort aus in nordnordöstlicher Richtung durch die von ihr ausgeräumte Niederung, um sich nördlich des Wostotschny-Kammes (Ost-Kammes) und des Vulkans Kljutschewskaja Sopka scharf nach Osten zu wenden. Der Fluss ist im Unterlauf auch für Hochseeschiffe schiffbar. Etwas weiter östlich mündet er bei Ust-Kamtschatsk in den Pazifischen Ozean. Wichtige Nebenflüsse sind Kensol, Andrianowka, Schupanka, Kosyrewka, Jelowka und Osjornaja von links, sowie Kitilgina, Wachwina Lewaja, Urz und Schtschapina von rechts. Der Abfluss des Aschabatschje-Sees mündet bei Flusskilometer 34 rechtsseitig in den Fluss. Kleinstädte am Flusslauf sind Kosyrewsk, Kljutschi und Ust-Kamtschatsk.
Das Landschaftsbild entlang der Kamtschatka ist von sogenanntem winterkalten Laub- und Mischwald geprägt.

## Fischfauna
Im Flusssystem der Kamtschatka kommen folgende Arten und Unterarten vor:
- Arktisches Neunauge (Lethenteron camtschaticum)
- Lethenteron reissneri
- Sterlet (Acipenser ruthenus marsiglii)
- Grüner Stör (Acipenser medirostris)
- Pazifischer Hering (Clupea pallasii)
- Giebel (Carassius auratus gibelio)
- Karpfen (Cyprinus carpio haematopterus)
- Barbatula toni
- Hipomesus olidus
- Arktischer Stint (Osmerus mordax dentex)
- Arktische Äsche (Thymallus arcticus mertensi)
- Buckellachs (Oncorhynchus gorbuscha)
- Ketalachs (Oncorhynchus keta)
- Silberlachs (Oncorhynchus kisutch)
- Masu-Lachs (Oncorhynchus masou)
- Rotlachs (Oncorhynchus nerka)
- Königslachs (Oncorhynchus tschawytscha)
- Regenbogenforelle (Oncorhynchus mykiss)
- Wandersaibling (Salvelinus alpinus-Komplex)
- Japan-Saibling (Salvelinus leucomaenis)
- Eleginus gracilis
- Dreistachliger Stichling (Gasterosteus aculeatus)
- Neunstachliger Stichling (Pungitius pungitius)
- Sternflunder (Platichthys stellatus)
- Pleuronectes quadrituberculatus